# Near Wild Heaven
Near Wild Heaven è una canzone degli R.E.M. apparsa nel loro album del 1991 Out of Time, pubblicata come terzo singolo estratto.
È il primo singolo del gruppo ad essere stato co-scritto e cantato da Mike Mills, bassista dei R.E.M. In precedenza Mills aveva partecipato solo alla stesura del brano (Don't Go Back To) Rockville.

## Tracce
7" / cassette
1. Near Wild Heaven
2. Pop Song 89 (live)

12"
1. Near Wild Heaven – 2:57
2. Pop Song 89 (live)
3. Half a World Away (live) – 4:20

CD
1. Near Wild Heaven – 3:18
2. Tom's Diner (live) – 2:04 (Suzanne Vega)
3. Low (live) – 4:59
4. Endgame (live) – 3:28

## Classifiche
| Classifica (1991) | Posizione massima |
| ----------------- | ----------------- |
| Australia         | 65                |
| Finlandia         | 16                |
| Germania          | 46                |
| Irlanda           | 3                 |
| Paesi Bassi       | 51                |
| Regno Unito       | 27                |